# NGC 3816
NGC 3816 é uma galáxia lenticular (S0) localizada na direcção da constelação de Leo. Possui uma declinação de +20° 06' 13" e uma ascensão recta de 11 horas, 41 minutos e 47,8 segundos.
A galáxia NGC 3816 foi descoberta em 9 de Maio de 1864 por Heinrich Louis d'Arrest.